# Ralph Rose
Ralph Waldo Rose (Healdsburg, 17 marzo 1885 – San Francisco, 16 ottobre 1913) è stato un pesista, discobolo e martellista statunitense di inizio XX secolo.
Vinse tre titoli olimpici nel getto del peso e medaglie nel lancio del disco e del martello. Il suo record del mondo del peso di 15,54 m restò imbattuto per sedici anni.

## Biografia

### I Giochi di St. Louis
Ralph Rose era un uomo imponente, alto 1,97 m per oltre 110 kg di peso. Nel 1904, quando era uno studente di 19 anni all'Università del Michigan, vinse sia il getto del peso sia il lancio del disco ai campionati della Big Ten Conference, che vedevano in gara atleti provenienti da dieci università del Midwest statunitense. Nell'estate di quell'anno partecipò alle Olimpiadi di St. Louis con la squadra della Chicago Atletic Association, cimentandosi in quattro gare di lancio e conquistando tre medaglie. Nel martello, dove sopperiva alla tecnica rudimentale di esecuzione con la prestanza fisica, riuscì a conquistare la medaglia di bronzo con la misura di 45,7 m. Nel disco, nei sei lanci di gara finì a pari merito con Martin Sheridan con la miglior misura (39,28 m), ma perse al tiro di spareggio e ottenne solo la medaglia d'argento. La medaglia d'oro arrivò nel getto del peso assieme al nuovo record mondiale e olimpico di 14,81 m.

### I Giochi di Londra
Quattro anni dopo, ai Giochi di Londra 1908, Rose si riconfermò campione olimpico nel getto del peso. La gara si svolse sotto la pioggia, in condizioni avverse che impedirono agli atleti di ottenere i risultati migliori. Rose vinse con la misura di 14,21 m, con ampio margine sulla medaglia d'argento Dennis Horgan (13,62 m) e sul bronzo John Garrels (13,18 m), ma ben al di sotto sia del suo record olimpico sia del suo primato mondiale di 15,12 m stabilito nel 1907 a Montréal in Canada. Partecipò inoltre, senza risultati di rilievo, alla gara di lancio del disco e al tiro alla fune, dove la squadra statunitense fu battuta al primo turno da Regno Unito II.
Quell'edizione dei Giochi è ricordata anche per l'incidente diplomatico occorso durante la cerimonia di apertura dei Giochi di Londra, quando l'alfiere statunitense non abbassò la bandiera al passaggio di fronte al palco reale, contravvenendo alle disposizioni del protocollo. L'episodio non è citato nel rapporto ufficiale della IV Olimpiade, ma fu riportato da altre fonti dell'epoca. I dettagli sono però discordanti sull'identità del portabandiera: alcuni indicano Martin Sheridan, altri John Garrels, ma l'ipotesi più accreditata, suffragata tra l'altro da tre fotografie pubblicate su Outing Magazine, Daily Mirror e Chicago Daily News, è che l'alfiere fosse Ralph Rose, riconoscibile in quanto il più alto e robusto dell'intera delegazione a stelle e strisce. Il gesto sarebbe stato spiegato in seguito con l'affermazione This flags dips to no earthly king, "questa bandiera non si inchina di fronte a nessun re della terra". La frase è generalmente attribuita a Martin Sheridan, ma non è riportata in nessuna fonte dell'epoca.

### Ulteriori successi
Il 21 agosto 1909 a San Francisco Ralph Rose stabilì un nuovo primato del mondo, scagliando il peso a 15,54 m. La misura di Rose rimase imbattuta fino al 1928, quando il tedesco Emil Hirschfeld raggiunse 15,79 m.
Alla sua terza partecipazione olimpica, a Stoccolma 1912, Rose era atteso come il grande favorito per il getto del peso. Venne invece battuto dal connazionale Patrick McDonald (15,34 m, nuovo record olimpico), e con 15,25 m si fermò alla medaglia d'argento. Ottenne la rivincita su McDonald nel getto del peso a due mani, una competizione in cui venivano sommate le due misure ottenute lanciando l'attrezzo prima con la mano destra poi con la mano sinistra. Rose vinse l'oro facendo segnare la miglior misura della gara con entrambe: 15,23 m con la destra e 12,47 m con la sinistra, per un totale di 27,70 m. Quanto alle altre gare, concluse nono nel lancio del martello con 42,58 m e undicesimo nel lancio del disco con 39,65 m.
Un anno dopo, Rose morì di febbre tifoide a ventotto anni.
Nel 1976 fu inserito nella US National Track & Field Hall of Fame, la hall of fame statunitense dell'atletica leggera.

## Palmarès
| Anno | Manifestazione | Sede        | Evento                    | Risultato | Misura | Note            |
| ---- | -------------- | ----------- | ------------------------- | --------- | ------ | --------------- |
| 1904 | Olimpiadi      | Saint Louis | Getto del peso            | Oro       | 14,81  | Record mondiale |
| 1904 | Olimpiadi      | Saint Louis | Getto del peso (25,4 kg)  | 6º        | 8,53   |                 |
| 1904 | Olimpiadi      | Saint Louis | Lancio del disco          | Argento   | 39,28  | Record olimpico |
| 1904 | Olimpiadi      | Saint Louis | Lancio del martello       | Bronzo    | 45,73  |                 |
| 1908 | Olimpiadi      | Londra      | Getto del peso            | Oro       | 14,21  |                 |
| 1908 | Olimpiadi      | Londra      | Lancio del disco          | 11º       | 39,65  |                 |
| 1908 | Olimpiadi      | Londra      | Lancio del martello       | 8º        | 42,58  |                 |
| 1912 | Olimpiadi      | Stoccolma   | Getto del peso            | Argento   | 15,25  |                 |
| 1912 | Olimpiadi      | Stoccolma   | Getto del peso (due mani) | Oro       | 27,70  |                 |